# Hauptdurchblickspunkt
Der Hauptdurchblickspunkt ist der Bereich eines Brillenglases, der die optimalen refraktiven Verhältnisse für die Korrektur einer Fehlsichtigkeit repräsentiert und somit eine bestmögliche Sehschärfe garantiert. Bei normalen Brillengläsern entspricht der Hauptdurchblickspunkt dem sogenannten optischen Mittelpunkt des Brillenglases. Besitzt dieses jedoch eine prismatische Wirkung, weicht die Lage des Hauptdurchblickspunktes entsprechend dem Ausmaß seiner Dezentrierung davon ab. 
Es ist wichtig, dass beim Sehen die Augen immer durch den Hauptdurchblickspunkt schauen, da es sonst zu einer Verminderung der Sehschärfe kommt. Die Blickrichtung, die beim Brillenglas durch den Hauptdurchblickspunkt geht, wird in der physikalischen Optik auch Hauptblickrichtung genannt.
Die Kenntnis über den genauen Augenabstand gibt dem Augenoptiker die Möglichkeit, den Hauptdurchblickspunkt zu bestimmen. Hierbei kann ein Pupillostatometer, ein Werkzeug zur Ermittlung des Pupillenabstands, Verwendung finden. Die Pupillendistanz (PD) ist ein wichtiger Parameter bei der korrekten Zentrierung der Brillengläser. Gleitsichtgläser sollen nach der Nullblickrichtung bei natürlicher Kopf- und Körperhaltung und geradeaus gerichtetem Blick auf die Pupillenmitte hin zentriert werden. Ein nicht korrekt zentriertes Brillenglas führt zu unbeabsichtigten prismatischen Nebenwirkungen und ggf. Beeinträchtigungen des räumlichen Sehens. Wegen der Individualität der Brillenkorrekturen und Glaszentrierungen führt das Tragen fremder Brillen in der Regel zu asthenopischen Beschwerden und einer herabgesetzten Sehschärfe.